# Trois morceaux opus 15
Trois morceaux composés pour piano is een verzameling composities van Agathe Backer-Grøndahl. Het is een tweede setje werkjes voor piano solo. Backer-Grøndahl was concertpianiste. De muziek werd uitgegeven door Warmuth Musikforlag.
Deze set bestaat uit:
- Sérénade in andantino in F majeur
- Au bal in allegretto in Des majeur
- Humoresque in allegro con spirito in g mineur overgaand in G majeur

De Sérénade en Humoresque zijn door de componiste zelf uitgevoerd op 4 maart 1884 tijdens een concert in Stockholm met vervolgoptredens in Linköping, Norrköping en Malmö. Later speelde ze de werkjes tijdens een Noorse tournee in mei/juni 1886, die goede kritieken kreeg. 
Karl Hals was pianobouwer.